# 4934 Rhôneranger
4934 Rhôneranger è un asteroide della fascia principale. Scoperto nel 1985, presenta un'orbita caratterizzata da un semiasse maggiore pari a 3,0011360 UA e da un'eccentricità di 0,1075073, inclinata di 10,92534° rispetto all'eclittica.